# Galium rubioides
Galium rubioides är en måreväxtart som beskrevs av Carl von Linné. Galium rubioides ingår i släktet måror, och familjen måreväxter. Inga underarter finns listade i Catalogue of Life.